# 町田バスセンター

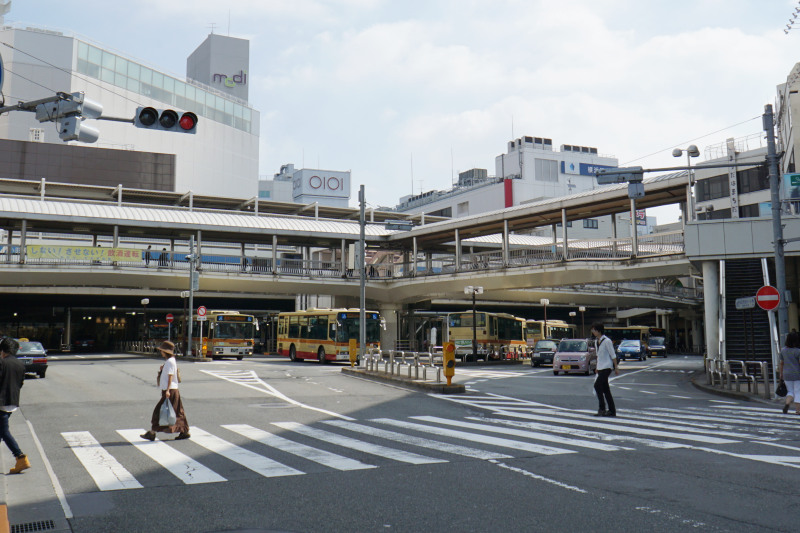
通勤時間帯専用降車場から見た町田バスセンター

町田バスセンター（まちだバスセンター）は、東京都町田市の町田駅に隣接する神奈川中央交通のバスターミナルである。本項では、町田駅周辺に4ヶ所あるバス停留所（町田駅、町田バスセンター15番線、町田ターミナル、町田ターミナル前）および、廃止された2ヶ所の停留所（町田駅南口、町田市営駐車場入口）についても記述する。
町田バスセンターには、内側（中央）に島状になった区画が存在し「町田バスセンター・アイランド」と呼ばれる。乗り場は1番から7番が該当する。以下「アイランド」とは、町田バスセンター・アイランドを指す。

## 概要
町田駅には前述のように、町田バスセンターを中心とした4箇所のバス停留所が存在するが、それには以下のような経緯がある。
これらのバス停留所はもともと、小田急小田原線新原町田駅（現・小田急町田駅）の停留所「新原町田駅」と、国鉄横浜線原町田駅の停留所「原町田駅」の2つからなり、森野方面の路線は全て原町田駅から新原町田駅経由で運行していた。
ところが、1966年に新原町田駅 - 原町田駅間で経由していた町田街道（当時）が大型車の通行規制によって路線バスの通行が不可能となったため、新原町田駅 - 原町田駅間を短縮した上で、新原町田駅発着へ変更せざるを得なくなった。さらに新原町田駅には操車場がなかったため、道幅の狭い鶴川街道の一方通行を使用しての折返しを行うこととなったが、周辺はバス利用客で溢れ返り、接触事故の危険性が非常に高く危険な上、混雑も多発するようになった。
これを改善するため、1967年8月10日に現在の町田バスセンター付近に「新原町田駅緊急バスターミナル」を設置し、一部路線を除き新原町田駅を通過扱いの経由として緊急バスターミナル発着へ変更したことで、周辺道路の混雑が多少緩和された。この緊急バスターミナルが現在の「町田バスセンター」の前身で、当時は町田市民ホール方面の広域道路は未開通だった。
その後、1970年には駅周辺再開発により、現在の妙延寺 - 町田バスセンター間の道路（町田駅前通り）が開通したため、緊急バスターミナル発着路線が経由するように変更されて新原町田駅発着路線は激減、この際に停留所名が「町田バスセンター」へ改称された。また新原町田駅停留所は「町田駅」へ、原町田駅停留所は駅名改称と同時に「町田駅（国鉄）」へそれぞれ改称された。
1983年には、町田ターミナルプラザ・町田バスセンター - 町田ターミナル間の道路が開通したことで「町田ターミナル」停留所が開業し、一部路線が直通運転を開始した。同時に「町田駅（国鉄）」停留所は規模を縮小して「町田ターミナル前」へ改称したが、廃止せず残存させたのは、町田ターミナルプラザ1階（町田ターミナル停留所）が町田市条例に付随する規則によって9時から21時（現在は9時から23時半）までの利用に限定されているため、時間外に到着する路線の代替停留所として残されたもので、「町田ターミナル」と「町田ターミナル前」は同一停留所と見て差し支えない。この「町田駅」停留所移転によりペデストリアンデッキが整備され、国鉄側からも小田急線側からも階段を一度降りるだけでバスセンター内の各停留所へ乗り換えが可能となった。
以上の経緯から、町田駅周辺の停留所は移設、改称を繰り返して4箇所となった。
1981年12月7日から1992年3月29日までは、横浜線町田駅南口（現・ヨドバシカメラ マルチメディア町田付近）に「町田駅南口」停留所が存在した。これは、原町田駅から上鶴間本町、相模原市方面へ向かった路線の発着として新設されたものの、当初から本数が少なく使用頻度が低かったために、わずか10年程度で町田ターミナル終着・町田バスセンター始発へ変更された。その後、2009年7月18日から2012年9月30日までは町田市金森地区コミュニティバス「かわせみ号」町田駅ルート便の発着として「町田駅南口」停留所の再設置、「町田市営駐車場入口」停留所を新設した。町田市営駐車場入口停留所は、JR町田駅ターミナル口の南側（相模原市側）出口に近く、かつて存在した「境橋」停留所に近い。
2009年4月までは、成瀬・金森方面からの路線は早朝のみ「町田ターミナル前経由・町田バスセンター終着、町田バスセンター始発・原町田四丁目経由」、その他の時間帯は全て町田ターミナル終着、町田バスセンター始発・町田ターミナル経由で運行されていた。これは前述の町田ターミナル使用時間の関係や、町田バスセンター内に降車場および待機場所が無く、町田バスセンターまで営業運転することが出来ないためで、通勤時間帯の利便性向上のために早朝のみ町田バスセンター8・9番乗り場を移設し、通常の8・9番乗り場を降車場とすることで対応していた。しかし利用客からは不便であることや、町田ターミナルの改装工事（観光バス乗り入れ対応化）のため、同年4月6日より従来の8・9番乗り場を終日にわたり降車場とし、早朝専用の8・9番乗り場を終日使用とすることで、全便が町田バスセンターへの乗り入れを開始した。これに関連して運行経路も変更され、町田方面は全便が「町田ターミナル前経由・町田バスセンター終着」、町田発は早朝9時までが「町田バスセンター始発・原町田四丁目経由」、それ以降は「町田ターミナル始発・町田バスセンター・原町田四丁目経由」となった。なお、2011年8月31日まで運行された小田急バスの柿20系統（柿生駅 - 町田ターミナル）は変更されず、従来通りの経路で運行された。

## 沿革

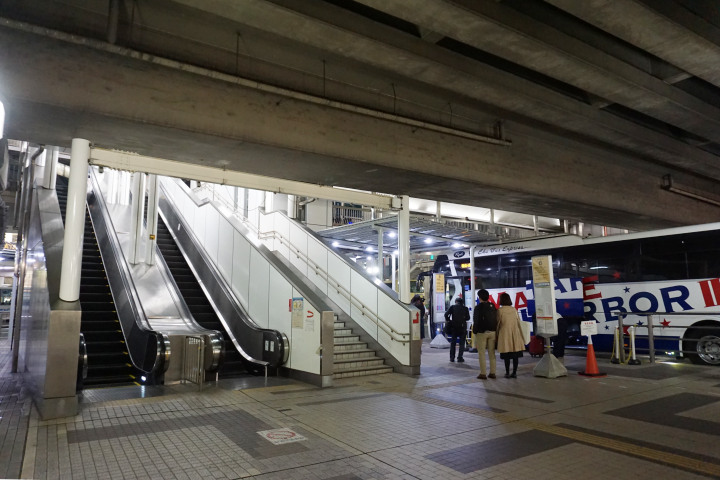
2004年に設置された「町田バスセンター・アイランド」内エスカレーター

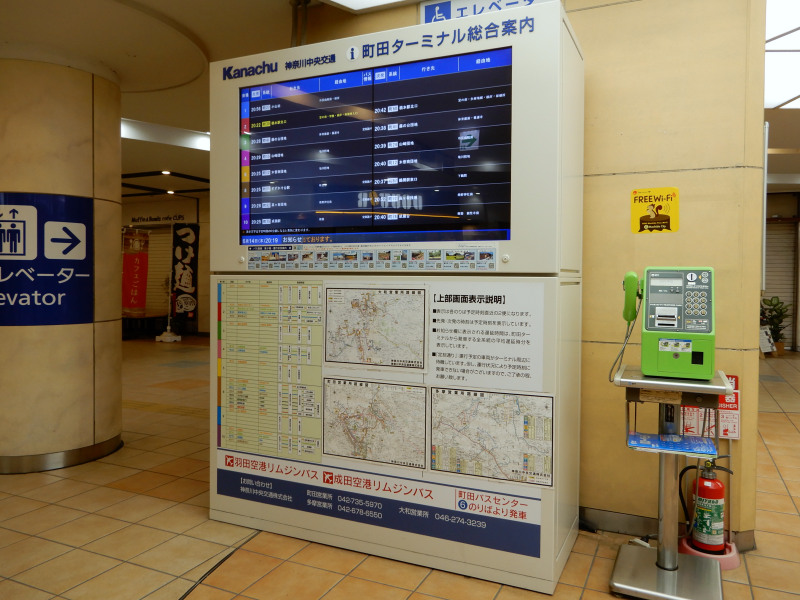
2015年に設置された「町田ターミナル」のバス運行情報案内表示機

- 1930年 - 町田乗合バス会社（現在の神奈川中央交通）が、原町田駅 - 図師、原町田駅 - 鶴間に路線を開業。
- 1966年 - 原町田中央通り（町田街道旧道）の大型車通行規制により、上宿・本町田方面の路線を原町田駅発着から新原町田駅発着に変更。
- 1967年8月10日 - 新原町田駅付近の混雑緩和のため、新原町田駅緊急バスターミナルを設置、使用開始（現在の町田バスセンター）。
- 1970年1月1日 - 緊急バスターミナル発着路線を現在の市民ホール経由へ経路変更、町田バスセンター本格開業。
- 1976年4月11日 - 小田急線駅名改称に伴い、新原町田駅を「町田駅」に改称。
- 1977年4月28日 - 町田バスセンター上にペデストリアンデッキ（町田横断歩道橋）を設置[5]。
- 1980年4月1日 - 横浜線駅名改称に伴い、原町田駅を「町田駅（国鉄）」に変更、原系統と町系統を統一。
- 1981年
  - 3月3日 - 「町田都市計画自動車ターミナル第1号町田バスターミナル」として都市計画決定[6]。
  - 4月1日 - 町田バスセンターを改良工事のうえ再開、西友前および中央の島に乗り場がある現在に近い形になる[7]。
  - 12月7日 - 「町田駅南口（初代）」停留所が使用開始[2]。
- 1983年10月31日 - まちだターミナルプラザ開業（10月29日）により町田駅（国鉄）を「町田ターミナル」に改称。町田バスセンター - 町田ターミナル間の直通運転が開始[1]。
- 1988年7月1日 - 第2次バスセンター改良工事により「新・町田バスセンター」使用開始。
- 1992年3月29日 - 「町田駅南口（初代）」停留所廃止。
- 2002年11月9日 - 原町田大通りの開通（11月8日供用開始）に伴い、早朝専用の町田バスセンター8・9番乗り場を道路上に新設[8]。
- 2004年10月22日 - 町田バスセンター・アイランドに、下りエスカレーターとエレベーターが設置、使用開始[9]。
- 2009年
  - 4月6日 - 大和営業所管内の路線で経路変更・新設（町89）[4]。
  - 7月18日 - 金森地区コミュニティバス「かわせみ号」町田駅ルート新設に伴い、町田駅南口（2代目）停留所を設置。
  - 8月1日 - 町田ターミナルに観光バスの乗り入れ開始（早朝のみ）[10]。
- 2010年9月30日 - 町田バスセンター8番乗り場に屋根を設置[11]。同時に9番乗り場を、auショップ町田店前から8番乗り場隣（屋根下）に移設[12]。
- 2011年8月31日 - この日をもって小田急バス柿20（柿生駅 - 町田ターミナル）が運行終了し、町田バスセンター・ターミナルから小田急バスの路線が消滅。
- 2012年
  - 3月 - 連節バス導入準備に伴う町田バスセンター改修工事により、アイランドの形が一部変化。
  - 5月28日 - 連節バス「ツインライナー」の運行開始[13]に伴い、町田バスセンターアイランド内の乗り場を変更。
  - 7月17日 - 町田ターミナルの乗り場を一部変更。
  - 9月30日 - 金森地区コミュニティバス「かわせみ号」町田駅ルート運行終了に伴い、町田駅南口（2代目）・町田市営駐車場入口停留所が廃止[3]。
- 2014年2月12日 - 小田急町田駅西口・JR町田駅北口の2箇所に運行情報案内表示機が設置され、使用開始[14]。
- 2015年3月1日 - 町田バスセンターペデストリアンデッキ上・町田ターミナルの2箇所に運行情報案内表示機が設置され、使用開始[15]。
- 2017年3月21日 - 一部路線の経路変更・ダイヤ改正にあわせ、町田バスセンターの乗り場を一部変更[16]。
- 2019年10月1日 - 町田ターミナルに夜間高速バスの出発便が乗り入れ開始（到着便はそれ以前より乗り入れ）[17]。
- 2020年9月25日 - 桜美林大学東京ひなたやまキャンパス開設に伴う学生利用の混雑緩和を目的に、乗車専用の「町田バスセンター15番線」を新設[18]。
- 2025年3月31日 - 町03系統の経路変更に伴い、町田ターミナル前（町03専用）が廃止[19][20]。

## 停留所の位置関係・運行経路

### 町田バスセンター

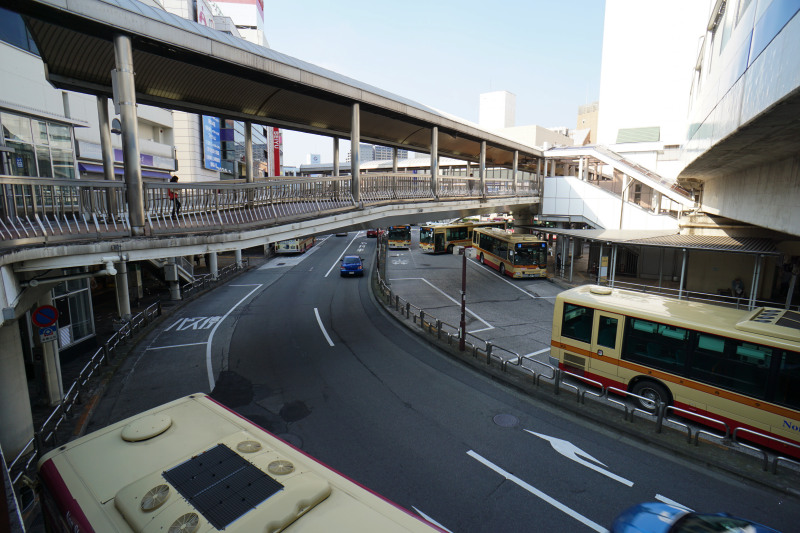
小田急線高架下から

JR横浜線と小田急小田原線の交点付近の小田急線高架下周辺に広がるのが「町田バスセンター」で、両社の駅に最も近い。JR横浜線は中央口（北口）、小田急線は西口改札が至近となる。アイランド内には高速・空港連絡バス利用者用の「待合室」、アイランド外側に隣接した「小田急マルシェ町田」には定期券などの販売を行う「神奈中町田駅前サービスセンター」が併設されている。なお、町田バスセンター内にはトイレ・自動販売機は設置されておらず、これらを利用する場合は近隣の商業施設を利用することとなる。JR町田駅北口、町田バスセンターのペデストリアンデッキ上の2ヶ所にはバス運行情報案内表示機が設置されている。

#### 森野方面
以下の路線は、9:00-20:59までの時間帯、町田バスセンター経由町田ターミナル発着で運行される。
- 町12：町田ターミナル - 町田バスセンター - 境川団地 - 木曽南団地
- 町15：町田ターミナル - 町田バスセンター - 境川団地 - 山崎団地センター - 山崎団地
- 町24：町田ターミナル - 町田バスセンター - 市民病院前 - 山崎団地センター - 山崎団地
- 町27：町田ターミナル - 町田バスセンター - 市民病院前 - 根岸 - 図師大橋 - 小山田
- 町30：町田ターミナル - 町田バスセンター - 市民病院前 - 根岸 - 橋本駅北口
- 町60：町田ターミナル - 町田バスセンター - 市民病院前 - 根岸 - 多摩境駅 - 橋本駅北口
- 町41：町田ターミナル - 町田バスセンター - 藤の台団地

#### 成瀬・金森方面

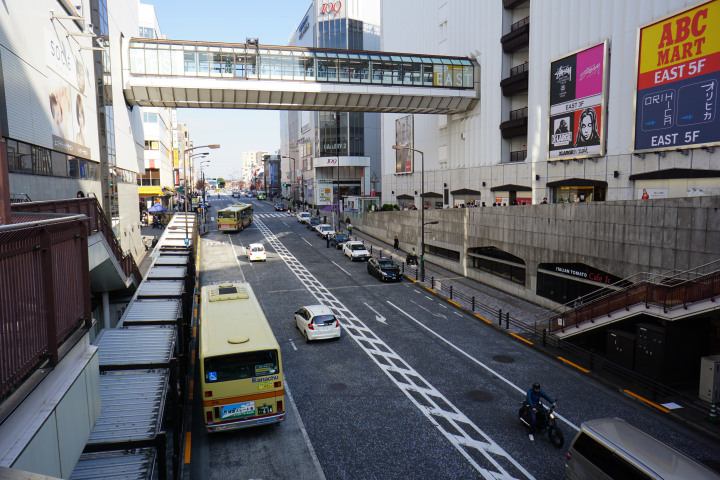
原町田大通り路上から

大和営業所の路線は全て以下の経路で運行される。
- 町田方面：町田ターミナル前経由町田バスセンター終着
- 町田発8:59まで：町田バスセンター始発、原町田四丁目経由
- 町田発9:00以降：町田ターミナル始発、町田バスセンター・原町田四丁目経由

2011年8月31日まで運行されていた小田急バス・柿20（柿生駅 - 町田ターミナル・町田バスセンター）は、町田発が町田バスセンター始発・町田ターミナル経由、柿生発は町田ターミナル終着で運行していた。

#### 降車場所

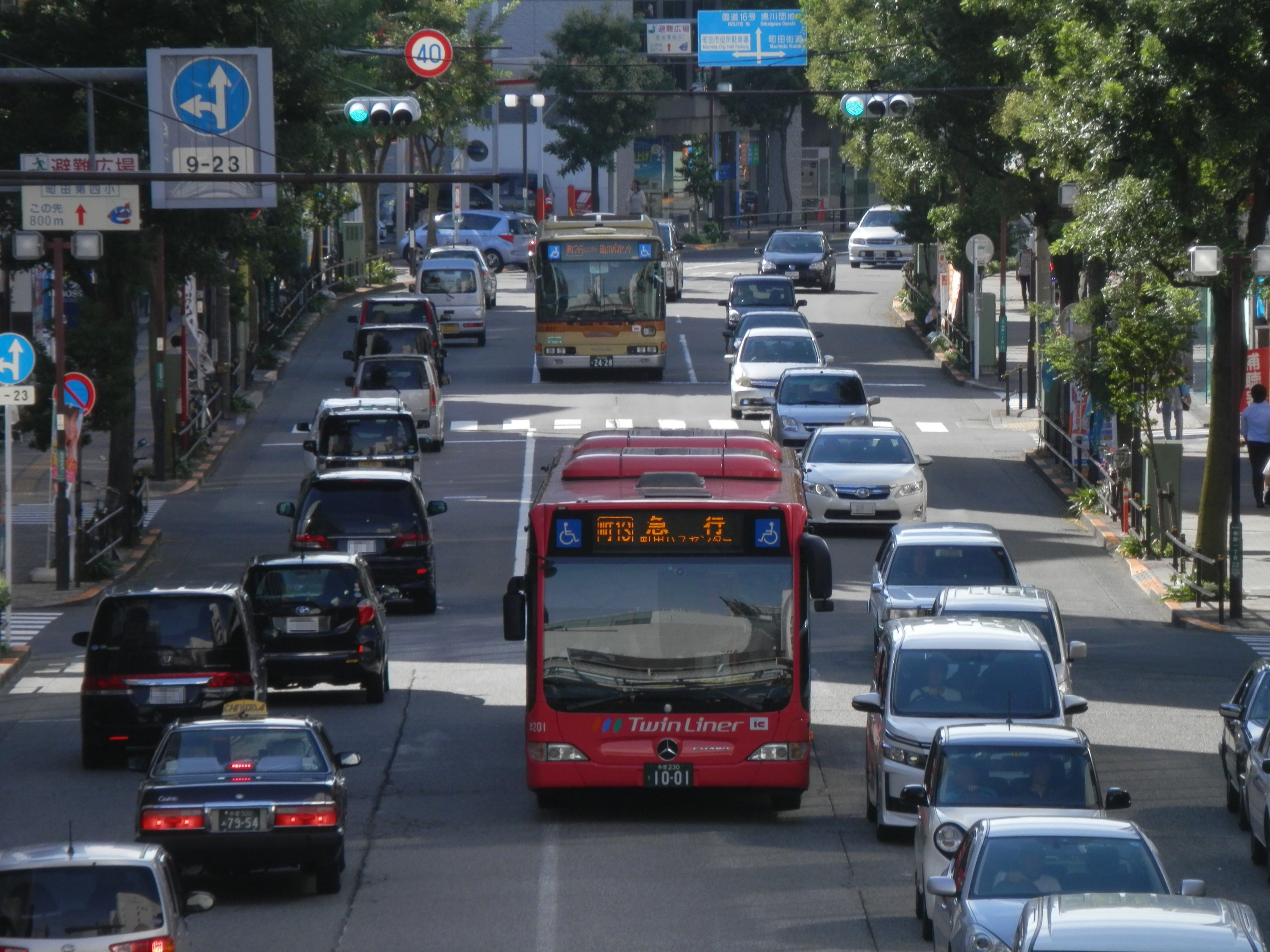
町田駅前通りのバス専用レーンを走る

成瀬・金森方面からの路線や「ツインライナー」、早朝の一部便を除いて決まっておらず、「たまたま空いている」乗り場を使用して降車を行う。ただし、以下に考えられる状況次第では他所で降車を行う場合がある。
- 9:00～23:00までの時間帯は、町田市役所交差点 - 町田ターミナル間（町田駅前通り）の中央線寄り1車線が「バス専用レーン」となる。
- 降車中に当該停留所を始発とする他路線のバスが到着した場合は、降車客が残っていても扉を閉めて他の空いている停留所へ移動する場合がある。
- 15番乗り場向かい側のみずほ信託銀行前付近に降車場が存在するが、前述のバス専用レーンの関係から使用時間が早朝に限られ、9:00頃から夜間はタクシーの待機所となる。また、当該降車場を利用できる車両も次の運行がバスセンター外側の10～15番乗り場を使用する便に限定される。交差点が輻輳するのを避けるため、アイランド内（1～7番乗り場）を発車する便は基本的に使用しない。
- 9:00以降の町田ターミナル終着および次の運行がアイランド内発、もしくは待機・回送となる車両は全てアイランド内での降車となる。
- 成瀬・金森方面からの便は丸井前デッキ下の旧8・9番乗り場で降車となる。到着後、8:59まではバスセンター外側を経由して新8・9番乗り場へ移動するが、時間調整を行う場合は町田駅前通りのJR町田駅前交差点手前にて行う。その他の時間帯ではバスセンター内を経由してターミナルへ回送される。
- 連節バス「ツインライナー」は停車可能停留所が限定されるため、対応停留所である1番乗り場で降車となる。
- 空港連絡バス及び昼間高速バスは、常駐のポーターによる手荷物運搬を行う関係で6番・7番乗り場で降車となる。

### 町田ターミナル

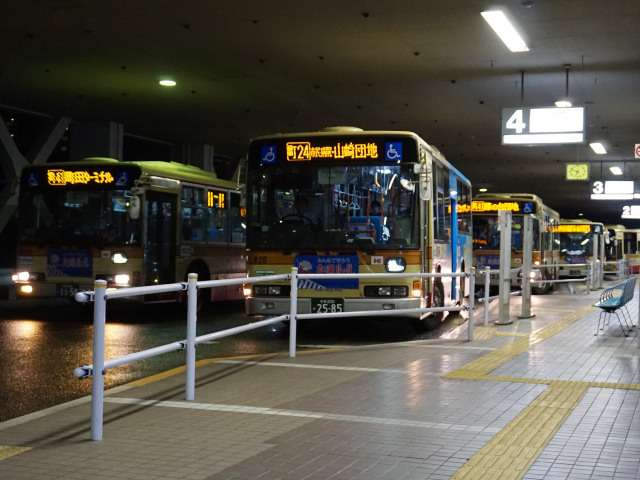
町田ターミナル

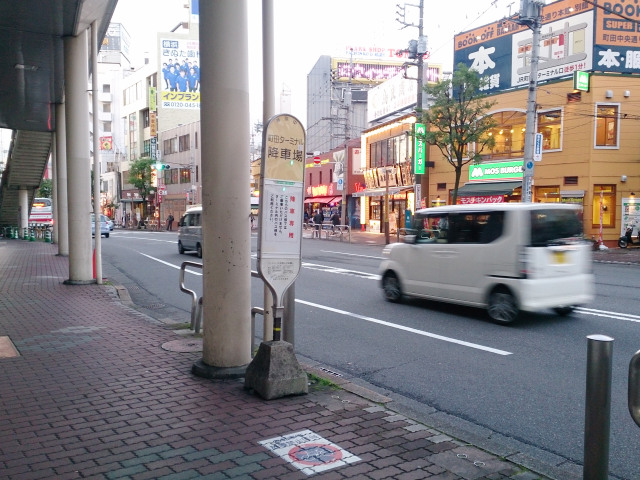
町田ターミナル前（降車場）停留所

JR横浜線の旧駅舎跡地に建設された「町田ターミナルプラザ」1階にあり、JR町田駅の場合は町田ターミナルプラザ商業棟（ミーナ町田）2階西側にあるターミナル口が近い。乗り場のある1階には、神奈中町田ターミナルサービスセンターや自動販売機が設置されているほか、2階にはバス運行情報案内表示機、トイレ、各種飲食店などが設けられている。
2009年4月5日までは、9:00以降に町田へ到着する成瀬・金森方面からの便は町田ターミナル終着として町田バスセンターまでは運行されず、利用者は徒歩移動を余儀なくされた。現在は全便が経路変更によって町田ターミナル前経由町田バスセンター終着となったが、2011年8月31日まで運行された小田急バス・柿20（柿生駅 - 町田ターミナル）は経路変更されず運行された。なお、同年4月6日からは町田ターミナル前の降車専用停留所もターミナル出入口脇のデッキ下に移設され、小田急バスの新型停留所も設置されたが一切使用されず、そのまま用途廃止となった。
町田市役所の建設工事に伴い、同年8月1日より町田市民ホール横の市役所予定地にあった観光バス専用発着所が町田ターミナル内に移転し、早朝のみだが観光バスが乗り入れるようになった。8:50までは観光バス専用発着場となることから、当初は止むを得ず転回する場合を除いて路線バスの進入が不可とされていたが、その後はバスの待機に限って当該時間帯でも利用できるようになっている。なお、町田バスセンター方面（町03を除く）の便は路上に設置されている「町田ターミナル前」停留所での乗降となる。
2019年10月1日からは早朝（5:00～8:50）及び夜間（23:00～深夜1:00）に長距離高速バスの乗り入れが本格的に開始された。ただし到着便はそれ以前から乗り入れていたものの、同日からは町田を出発する便の乗り入れも開始された。高速バスについては町田バスセンターとの混同を避けるため、停留所名を「町田ターミナルプラザ」としている。
乗り場については「バスのりば#町田ターミナル」を参照

### 町田駅

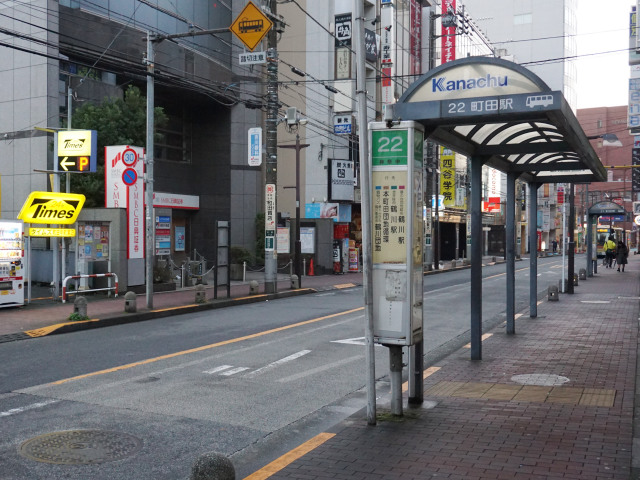
町田駅停留所

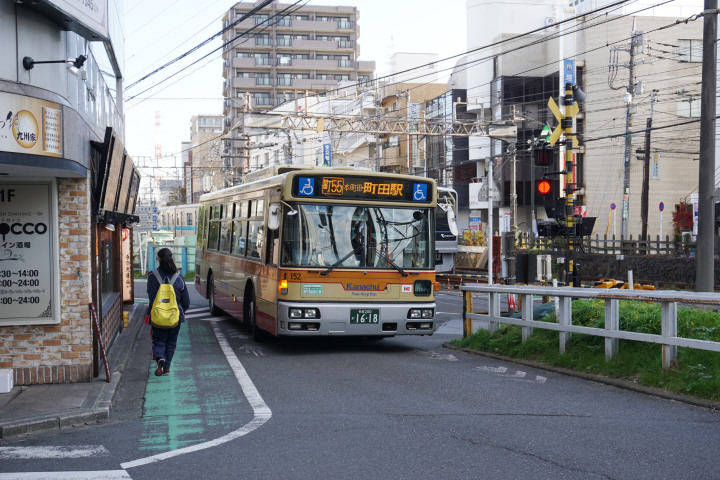
中町一丁目付近の小田急線の線路沿いを走る

町田街道旧道（栄通り）上に設置された停留所で、POPビル前の降車場をさらに西進した先の21・22番乗り場が該当する。
最寄りの出入口は小田急線町田駅東口もしくは北口だが、乗り場までは少々離れている。なお、町田駅への運行経路である旧鶴川街道が狭隘道路かつ町田駅方向への一方通行となっており、町田駅発は森野二丁目方面へ向かう循環経路となっているが、路線は循環路線としておらず、町田駅を跨いだ乗車は不可である。
2017年3月21日のダイヤ改正で、金井経由の路線（町50・52・54）は全便が町田バスセンター発着に変更されて町田駅を経由しなくなったため、町田駅発着路線は本町田団地循環線（町51）と本町田経由路線（町53・55）のみとなった。

### 乗り入れ事業者
一般路線は全て神奈川中央交通が運行しており、2011年8月までは小田急バスも乗り入れていた。空港連絡バスおよび高速バスは神奈川中央交通とその共同運行会社など、以下の事業者が乗り入れる。括弧内は神奈中の営業所で使用される略号を記す。

#### 一般路線
- 神奈川中央交通 多摩営業所（た）
- 神奈川中央交通 町田営業所（ま）
- 神奈川中央交通 相模原営業所（さ）
- 神奈川中央交通 大和営業所（や）

#### 空港・高速路線
- 神奈川中央交通 相模原営業所（さ）
- 京浜急行バス 新子安営業所
- 京成バス 千葉営業所
- 西日本ジェイアールバス 大阪営業所
- 富士急モビリティ 湘南営業所
- 杉崎運輸 バス事業部東京営業所
- さくら観光バス 本社営業所
- 丹沢交通 東雲営業所
- アイビーエス 神奈川営業所
- KAMOBUS 神奈川営業所
- 大新東 関西旅客営業所
- 軽井沢バス 東京営業所
- ベイラインエクスプレス 本社

## バスのりば

### 町田バスセンター

#### アイランド内（1～7番）
小田急小田原線高架下の中央部分で島状になっている区画を指し、1番および4番乗り場は連節バス「ツインライナー」の乗降に対応している。運行は全て神奈川中央交通町田営業所（高速、空港連絡バスを除く）。
| 1番のりば 降車場               |                                                 |                               |
| 2番のりば 境川団地方面         |                                                 |                               |
| 町12                           | 境川団地                                        | 木曽南団地 行                 |
| 町15                           | 深夜バス 境川団地・山崎団地センター             | 山崎団地 行                   |
| 町17                           | 境川団地・木曽南団地・日向根トンネル            | 淵野辺駅北口 行               |
| 町61                           | 深夜バス 境川団地・山崎団地センター・藤の台団地 | 野津田車庫 行                 |
| 町78                           | 境川団地・木曽南団地・忠生三丁目                | 野津田車庫 行                 |
| 3番のりば 忠生公園前方面       |                                                 |                               |
| 町32                           | 境川団地・忠生三丁目                            | 小山田桜台 行                 |
| 町33                           | 境川団地・木曽南団地                            | 下山崎 行                     |
| 町34                           | 市民病院・忠生三丁目                            | 小山田桜台 行                 |
| 町66                           | 市民病院                                        | 下山崎 行                     |
| 4番のりば 山崎団地センター方面 |                                                 |                               |
| 町13                           | 急行                                            | 山崎団地センター 行           |
| 5番のりば 山崎団地方面         |                                                 |                               |
| 町15                           | 境川団地・山崎団地センター                      | 山崎団地 行                   |
| 町24                           | 市民病院・山崎団地センター                      | 山崎団地 行                   |
| 6番のりば                      |                                                 |                               |
| 町03                           | 原町田五丁目                                    | 玉川学園前駅 行               |
| 町18                           | まちっこ・公共施設巡回ルート                    | 町田市民病院循環              |
| 町37                           | 市民病院・木曽中原                              | やくし台センター 行           |
| 空港                           | 空港リムジンバス                                | 羽田空港 行                   |
| 空港                           | 空港リムジンバス                                | 成田空港 行                   |
| 昼行                           | 東京ディズニーリゾート線                        | 東京ディズニーリゾート 行     |
| 昼行                           | 富士急ハイランド・河口湖線                      | 富士急ハイランド・河口湖駅 行 |
| 夜行                           | 青春ドリーム横浜号                              | 京都・大阪 行                 |
| 7番のりば 降車場               |                                                 |                               |

#### アイランド外・原町田大通り路上（8～9番）
運行は全て神奈川中央交通大和営業所の担当で、乗り場はアイランドから離れたJR町田駅前の原町田大通り（町田東急ツインズウエスト付近）路上である。
| 8-1番のりば 成瀬（鞍掛）方面 |                                |                               |
| 町74                         | 鞍掛                           | 成瀬台 行                     |
| 町75                         | 鞍掛                           | 成瀬駅 行                     |
| 町77                         | 鞍掛                           | 長津田駅北口 行               |
| 8-2番のりば 高ヶ坂団地方面   |                                |                               |
| 町92                         |                                | 高ヶ坂団地 行                 |
| 9番のりば 南橋・金森方面     |                                |                               |
| 町83                         | 金森・小川中央                 | つくし野駅 行                 |
| 町84                         | 金森・南中学校前               | 成瀬駅 行                     |
| 町85                         | 金森・町谷原                   | すずかけ台駅 行               |
| 町87                         | 金森・町谷原・町田辻           | 鶴間駅東口 行                 |
| 町88                         | 金森・町谷原・町田辻           | 鶴間車庫 行                   |
| 町89                         | 都営金森アパート前・西田・町谷 | 南町田グランベリーパーク駅 行 |

#### アイランド外・小田急線高架下付近（10～15番）
運行は全て神奈川中央交通の担当だが、乗り場によって担当営業所が異なる（10番は相模原担当、11・12・15番は町田担当、13番は多摩担当、14番は町田・多摩担当）。乗り場は小田急線高架下の町田駅前通り（西友町田店・パリオビル付近）路上である。
| 10番のりば グリーンハイツ方面                                   |                                                              |                                   |
| 町06                                                            | グリーンハイツ循環                                           | 町田バスセンター 行               |
| 町08                                                            | グリーンハイツ                                               | 柏木公園前 行                     |
| 11番のりば 藤の台団地・金井方面                                 |                                                              |                                   |
| 町41                                                            | 菅原神社前                                                   | 藤の台団地 行                     |
| 町50                                                            | 藤の台団地・金井・鶴川駅（買物バス）                         | 鶴川団地 行                       |
| 町54                                                            | 藤の台団地・金井                                             | 鶴川駅 行                         |
| 12番のりば 南大谷・三ツ又方面                                   |                                                              |                                   |
| 町76                                                            | 南大谷都営前・三ツ又                                         | 成瀬台 行                         |
| 13番のりば 市民病院前・根岸方面                                 |                                                              |                                   |
| 町29                                                            | 保健所入口・根岸                                             | 淵野辺駅北口 行                   |
| 町30                                                            | 保健所入口・根岸・常盤                                       | 橋本駅北口 行                     |
| 町60                                                            | 保健所入口・根岸・常盤・多摩境駅                             | 橋本駅北口 行                     |
| 町62                                                            | 保健所入口・根岸・常盤・横土手                               | 神奈中多摩車庫 行                 |
| 町63                                                            | 深夜バス 保健所入口・根岸・常盤                              | 横土手 行                         |
| 14番のりば 市民病院前・根岸方面                                 |                                                              |                                   |
| 町21                                                            |                                                              | 市民病院正門 行                   |
| 町26                                                            | 根岸・図師                                                   | 野津田車庫 行                     |
| 町27                                                            | 根岸・日大三高入口                                           | 小山田 行                         |
| 町31                                                            | 根岸・図師                                                   | 多摩丘陵リハビリテーション病院 行 |
| 町36                                                            | 根岸・図師・五反田                                           | 鶴川駅 行                         |
| 町38                                                            | 根岸                                                         | 市立室内プール 行                 |
| 町39                                                            | 根岸・市立室内プール                                         | 野津田車庫 行                     |
| 町45                                                            | 根岸・図師                                                   | 都立野津田高校 行                 |
| 15番のりば 日大三高方面・桜美林大学東京ひなたやまキャンパス方面 |                                                              |                                   |
| 町16                                                            | 急行                                                         | 日大三高 行                       |
| 町13                                                            | 急行 （平日8:00～20:59までの乗車のみ）                       | 山崎団地センター 行               |
| 町15                                                            | 境川団地・山崎団地センター （平日8:00～20:59までの乗車のみ） | 山崎団地 行                       |
| 町24                                                            | 市民病院・山崎団地センター （平日8:00～20:59までの乗車のみ） | 山崎団地 行                       |

#### 町田バスセンター15番線
2020年9月25日に新設された、桜美林大学東京ひなたやまキャンパス開設による混雑緩和を目的とした学生乗車専用停留所である。乗り場は小田急線高架下から離れた日本生命町田ビル前にある既存の15番乗り場（日大三高行き乗り場）と同一で、連節バス「ツインライナー」対応停留所である。なお、この停留所からは町田バスセンター4・5番乗り場を平日8:00～13:00までに発車する山崎団地方面（町13・15・24）の便が乗車のみ利用可能だが、乗車客不在の場合は通過する。

### 町田ターミナル
JR横浜線ターミナル口より徒歩2分、中央口（北口）より徒歩5分、小田急線西口・南口・東口より各徒歩6分のアクセス。
8:59までと21:00以降の町田・多摩営業所管内路線は全て町田バスセンター発着（町田ターミナル非経由）で運行される。
高速バスを除いて、運行は全て神奈川中央交通の担当だが、乗り場によって担当営業所が異なる（1・2番は町田・多摩担当、3・4・5番は町田担当、8・9・10番は大和担当）。
高速バスについては町田バスセンターとの混同を避けるため、停留所名を「町田ターミナルプラザ」に全社統一している。
| 1番のりば         |                                    |                                   |
| 町27              | 根岸・日大三高入口                 | 小山田 行                         |
| 2番のりば         |                                    |                                   |
| 町28              | まちっこ・相原ルート               | ネイチャーファクトリー東京町田 行 |
| 町30              | 保健所入口・根岸・常盤             | 橋本駅北口 行                     |
| 町60              | 保健所入口・根岸・常盤・多摩境駅   | 橋本駅北口 行                     |
| 3番のりば         |                                    |                                   |
| 町41              |                                    | 藤の台団地 行                     |
| 4番のりば         |                                    |                                   |
| 町15              | 境川団地・山崎団地センター         | 山崎団地 行                       |
| 町24              | 市民病院・山崎団地センター         | 山崎団地 行                       |
| 夜行              | IBS access liner AI061便           | 京都・大阪 行                     |
| 5番のりば         |                                    |                                   |
| 町12              | 境川団地                           | 木曽南団地 行                     |
| 夜行              | KAMOKAMOライナー KAM101便          | 南草津・大阪 行                   |
| 夜行              | ミルキーウェイエクスプレス CJ101便 | 京都・大阪 行                     |
| 夜行              | 流星号 101便                       | 南草津・京都・大阪・神戸三宮 行   |
| 夜行              | WILLER EXPRESS BE381便             | 名古屋 行                         |
| 夜行              | KAMOKAMOライナー KAM301便          | 大阪・神戸三宮 行                 |
| 6番のりば         |                                    |                                   |
| 夜行              | コネクトライナー TZ321便           | 富山・金沢・小松 行               |
| 夜行              | サン・アンド・ムーン SM801便       | 京都・大阪・USJ 行                |
| 夜行              | サン・アンド・ムーン SM807便       | 京都・大阪・USJ 行                |
| 7番のりば         |                                    |                                   |
| 夜行              | 流星号 201便                       | 名古屋南 行                       |
| 夜行              | 杉崎高速バス SG101便               | 名古屋・金山 行                   |
| 8番のりば         |                                    |                                   |
| 町83              | 金森・小川中央                     | つくし野駅 行                     |
| 町84              | 金森・南中学校前                   | 成瀬駅 行                         |
| 町85              | 金森・町谷原                       | すずかけ台駅 行                   |
| 町87              | 金森・町谷原・町田辻               | 鶴間駅東口 行                     |
| 町88              | 金森・町谷原・町田辻               | 鶴間車庫 行                       |
| 町89              | 都営金森アパート前・西田・町谷     | 南町田グランベリーパーク駅 行     |
| 9番のりば         |                                    |                                   |
| 町92              |                                    | 高ヶ坂団地 行                     |
| 10番のりば        |                                    |                                   |
| 町74              | 鞍掛                               | 成瀬台 行                         |
| 町75              | 鞍掛                               | 成瀬駅 行                         |
| 町77              | 鞍掛                               | 長津田駅北口 行                   |
| 11番のりば 待機場 |                                    |                                   |

#### 町田ターミナル前
町田バスセンター方面（終日使用）
2009年4月5日からは全便が町田バスセンター終着となったため、降車専用停留所として使用開始すると同時に、停留所位置をペデストリアンデッキ下へ移設した。なお、2011年8月まで運行していた小田急バス・柿20（柿生駅 - 町田ターミナル・町田バスセンター）は町田ターミナル終着となっていた。2019年4月1日からは、町18（まちっこ）が経路変更によって降車場として使用を開始した。
町田ターミナル方面（廃止）
町03（玉川学園前駅行）が朝8時台のみ使用していたほか、2019年3月29日までは町18（まちっこ）も使用していたが、いずれも経路変更によって経由しなくなり、2025年3月末で廃止された。

### 町田駅
小田急小田原線町田駅東口から徒歩3分ほどのPOPビル先にある21・22番乗り場で、運行は全て神奈川中央交通町田営業所が担当する。
| 21番のりば 本町田・薬師池方面 |                |               |
| 町53                          | 本町田         | 鶴川駅 行     |
| 町55                          | 本町田         | 野津田車庫 行 |
| 22番のりば 本町田団地方面     |                |               |
| 町51                          | 本町田団地循環 | 町田駅 行     |

### 廃止されたバスのりば

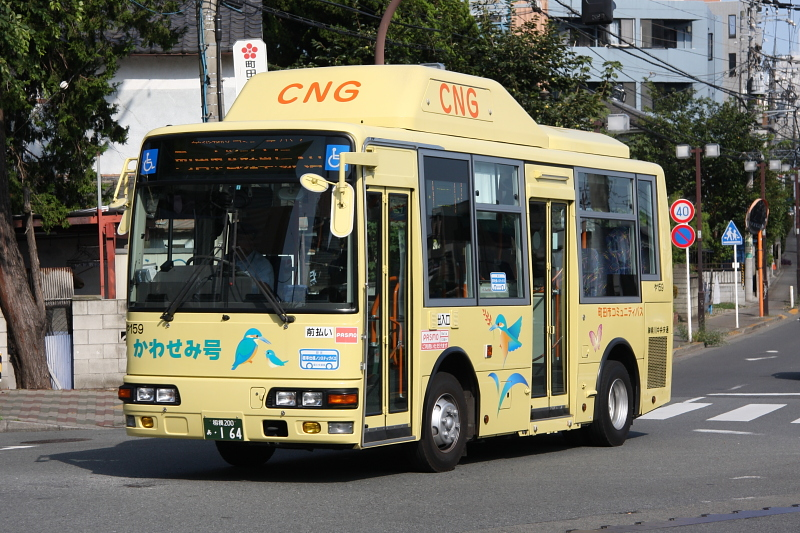
かつて運行されていたコミュニティバス「かわせみ号」町田駅ルート

#### 町田駅南口

##### 初代
1981年12月から約10年間にわたり、相模原・南林間方面の路線が使用していたが、町田ターミナル・町田バスセンター発着へ変更されたことで、1992年に廃止された。場所はJR横浜線町田駅南口のヨドバシカメラマルチメディア町田付近（当時は未開業）に設置されていた。
- 町90：相模大野駅北口・小田急相模原駅経由国立相模原病院行き
- 林11：南林間駅東口行き

##### 2代
2012年9月30日廃止。JR横浜線町田駅南口のタクシー乗り場付近に設置されたもので、金森地区コミュニティバス「かわせみ号」が2009年7月18日から2012年9月30日まで使用していた。廃止後はバス停ポールのみ撤去され、「バス停」と書かれた舗装はそのまま残されていた。
- 町田市金森地区コミュニティバス：かわせみ号町田駅ルート

#### 町田市営駐車場入口
2012年9月30日廃止。JR横浜線町田駅ターミナル口の原町田一丁目・相模原市側出口が近い（徒歩3分）。町田駅南口バス停（2代）と同様に、金森地区コミュニティバス「かわせみ号」が使用しており、廃止後もしばらく「バス停」と書かれた舗装はそのまま残されていた。
- 町田市金森地区コミュニティバス：かわせみ号町田駅ルート